# Michael Kostka (Fußballspieler)
Michael Kostka (* 13. Dezember 2003 in Hannover) ist ein deutsch-polnischer Fußballspieler. Der Außenverteidiger steht seit 2025 bei Rot-Weiss Essen unter Vertrag.

## Karriere

### Im Verein
Kostka stammt gebürtig aus Hannover und hat polnische Wurzeln. Er hält sowohl die deutsche als auch die polnische Staatsbürgerschaft. Er begann mit dem Fußballspielen in der Jugend von Hannover 96, ehe er 2017 in die Jugend von RB Leipzig wechselte und dort in der folgenden Zeit die Jugendmannschaften bis zur U19 durchlief. Mit der U19 der Leipziger spielte er unter anderem in der UEFA Youth League. Anfang 2022 trainierte er zudem mit vier weiteren U19-Spielern zeitweise auch bei der Bundesliga-Mannschaft unter Domenico Tedesco mit.
Mit 18 Jahren ging der Außenverteidiger im Sommer 2022 nach Polen, wo ihn der Erstliga-Aufsteiger Miedź Legnica verpflichtete. In der anschließenden Saison 2022/23 gab er dort daraufhin sein Profi-Debüt, stieg jedoch am Saisonende mit der Mannschaft in die zweite Liga ab. Nachdem er zuvor zumeist nur als Ergänzungsspieler zum Einsatz gekommen war, konnte er sich nach dem Abstieg als Stammspieler durchsetzen und bestritt zwei weitere Spielzeiten mit der Mannschaft. 2025 verpasste er mit dem Verein nach einer Niederlage im Finale der Playoff-Spiele gegen Wisła Płock nur knapp den Aufstieg zurück in die Ekstraklasa.
Anschließend kehrte Kostka nach Deutschland zurück und schloss sich zur Saison 2025/26 dem Drittligisten Rot-Weiss Essen an.

### Nationalmannschaft
Für den polnischen Fußballverband bestritt Kostka im Jahr 2018 insgesamt sechs Spiele in der polnischen U15- und der U16-Nationalmannschaft. Anschließend wechselte Kostka zum DFB und bestritt von 2019 bis 2021 insgesamt zehn Länderspiele für die deutsche U16-, U17-, U18- und die U19-Auswahl. Nachdem er nach  2021 beim DFB zunächst nicht mehr berücksichtigt worden war, wechselte er zurück zum polnischen Verband und bestritt dort im März 2024 ein Spiel in der U20-Auswahl.